# Theridion melanoplax
Theridion melanoplax là một loài nhện trong họ Theridiidae.
Loài này thuộc chi Theridion. Theridion melanoplax được miêu tả năm 1996 bởi Joachim Schmidt & Otto Krause.